# Atlantykron
Atlantykron este o tabără de vară dedicată studiului și interconectivității dintre tineri români și oameni de știință organizată începând cu 1989 în România, pe o insulă (formal numită Atlantykron), aflată pe brațul drept al Dunării.

## Fondare
Fondarea academiei de vară Atlantykron în vara anului 1989 este datorată lui Alexandru Mironov, Aurel Cărășel și Sorin Repanovici. Organizată pe o insulă din apropierea comunei Topalu, satul Capidava, în apropierea fostului castru roman omonim, Capidava, tabăra Atlantykron este sponzorizată și coordonată din anul 1999 de organizația non-profit World Genesis Foundation și de Comisia națională a României de pe lângă UNESCO.

## Scurt istoric
Prima ediție a taberei de vară Atlantykron s-a ținut în vara anului 1989. De atunci, tabăra, care se ține pentru 10-12 zile în fiecare an la începutul lui august, a atras sute de tineri și dascăli din întreaga lume, care au ocazia de a cunoaște direct, a interacționa și a învăța de la savanți, artiști, scriitori și alți profesioniști din diferite domenii.
În anul 2001, tabăra Atlantykron a fost gazda Eurocon-ului, convenția anuală a science fiction-ului din Europa, convenție ce este coordonată de Societatea europeană de science fiction.

## Oaspeți de-a lungul anilor
- 1989 -- Alexandru Mironov, Aurel Cărășel, Sorin Repanovici, Gabriel Grosu, Simona Vlădăreanu, Aida Gușan, Cristian Panfilov
- 1990 -- Valentin M. Ionescu, Alexandru Mironov, Aurel Cărășel, Sorin Repanovici, Ovidiu Petcu
- 1991 -- Ștefan Ghidoveanu, Mihaela Mândrea-Muraru, Dan Merișca, Lucian Merișca, Romulus Bărbulescu, George Anania
- 1992 -- Valentin Nicolau, Roberto Quaglia, Mihaela Muraru Mândrea
- 1993 -- Florin Munteanu, Dan Milici, Bridget Wilkeson, Aurel Manole, Victor Șutac
- 1994 -- Aurel Manole, Bridget Wilkeson
- 1995 -- Florin Munteanu, Pierre de Hillerin
- 1996 -- Roberto Quaglia, Cristian Parghie
- 1997 -- Alain Le Bussy, Dan Milici
- 1998 -- Mihnea Muraru Mândrea
- 1999 -- David Lewis Anderson, Mihai Manea, Emil Străinu
- 2000 -- Edie Stătescu, Mihai Manea, Emil Străinu
- 2001 -- Joe Haldeman, Ion Hobana, Norman Spinrad, David Lewis Anderson, Mircea Nanu-Muntean, Adriana Gheorghe
- 2002 -- Randy Gordon, Mihaela Muraru Mândrea
- 2003 -- Robert Sheckley, Dan Farcaș
- 2004 -- Lucian Biro, Wilhelm Frey, Iona Frey
- 2005 -- Theodor Vasile, Vilmos Zsombori, Cristian Cârstoiu, Viorel Lazăr, Valentin Tănase
- 2006 -- Sibylle Colberg, Wilhelm Frey, Paul Rosner, Daniela Pascu
- 2007 -- Chan Chow Wah, Dan Lucas, Gyuri Pascu, Norman Rosner
- 2008 -- Joel Castellenos, Peter Moon, Viviana Vlăduțescu, Casper Werner
- 2009 -- Edward Belbruno, Corneliu Chișu, Mary Ann Martini, Cristian Grețcu, Caresella Crăciun

## Coordonare

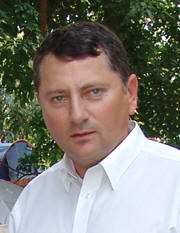
Sorin Repanovici, vicepreşedinte al World Genesis Foundation şi coordonator al Atlantykron